# Zoran Vujčić
Zoran Vujčić (Čabar, 1 d'octubre de 1961) és un exfutbolista croat. Va jugar com a davanter.
Durant la seua carrera va jugar al Hajduk, Solin, Cibalia, Rijeka, Llevant i Zadar.